# Иодат кадмия
Иодат кадмия — неорганическое соединение,
соль кадмия и иодноватой кислоты с формулой Cd(IO3)2,
бесцветные кристаллы,
слабо растворяется в воде,
образует кристаллогидраты.

## Физические свойства
Иодат кадмия образует бесцветные кристаллы нескольких модификаций:
- ε-Cd(IO3)2, ромбическая сингония, пространственная группа P ca21, параметры ячейки a = 1,7581 нм, b = 0,5495 нм, c = 1,1163 нм.

Слабо растворяется в воде, растворяется в азотной кислоте.
Образует кристаллогидрат состава Cd(IO3)2•H2O — 
триклинная сингония,
пространственная группа P 1,
параметры ячейки a = 0,7119 нм, b = 0,7952 нм, c = 0,6646 нм, α = 102,17°, β = 114,13°, γ = 66,78°.